# Cercidia
Cercidia is een geslacht van spinnen uit de  familie van de wielwebspinnen (Araneidae).

## Soorten
- Cercidia levii Marusik, 1985
- Cercidia prominens (Westring, 1851) (Stekelrugje)
- Cercidia punctigera Simon, 1889